# Grande Prêmio da França de Motovelocidade
O Grande Prêmio da França é um evento motociclístico que faz parte do mundial de MotoGP.
O Grande Prêmio da França foi disputado em diferentes circuitos em sua história: no Circuito de Charade (Puy-de-Dôme) entre 1959 e 1967, o circuito de Le Mans em numerosas ocasiões desde 1969, alternando com o Circuito Paul Ricard em Le Castellet, usado pela primeira vez em 1973, o Circuito Paul Armagnac, em Nogaro, em 1978 e 1982 e o Circuito de Nevers Magny-Cours, uma vez em 1992.
Desde 2000 a prova realiza-se em Le Mans no circuito Bugatti.

## Circuitos e traçados usados anteriormente

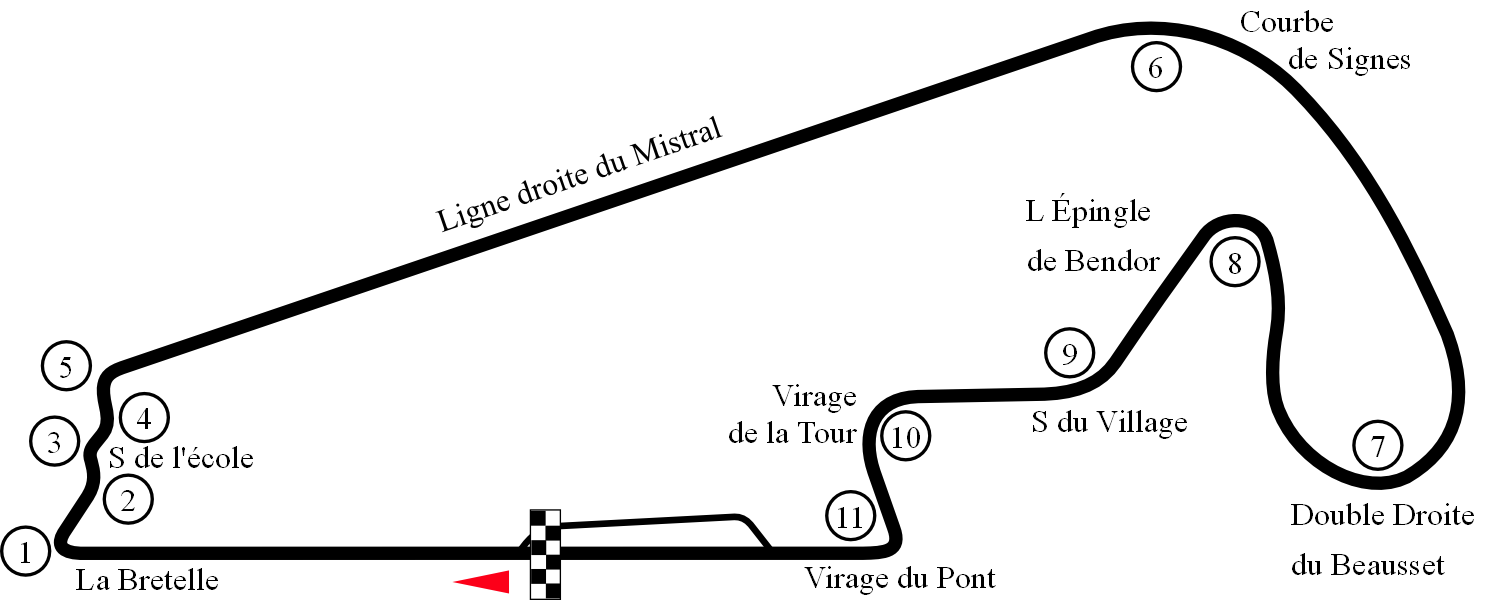
Traçado original GP curto de Paul Ricard usado em 1991, 1996–1999
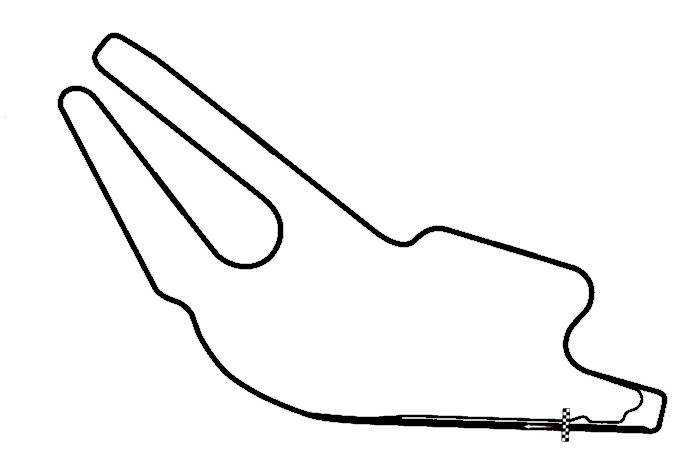
Antigo traçado de Le Mans Bugatti, usado em 1989–1990, 1994–1995
Magny-Cours, usado em 1992
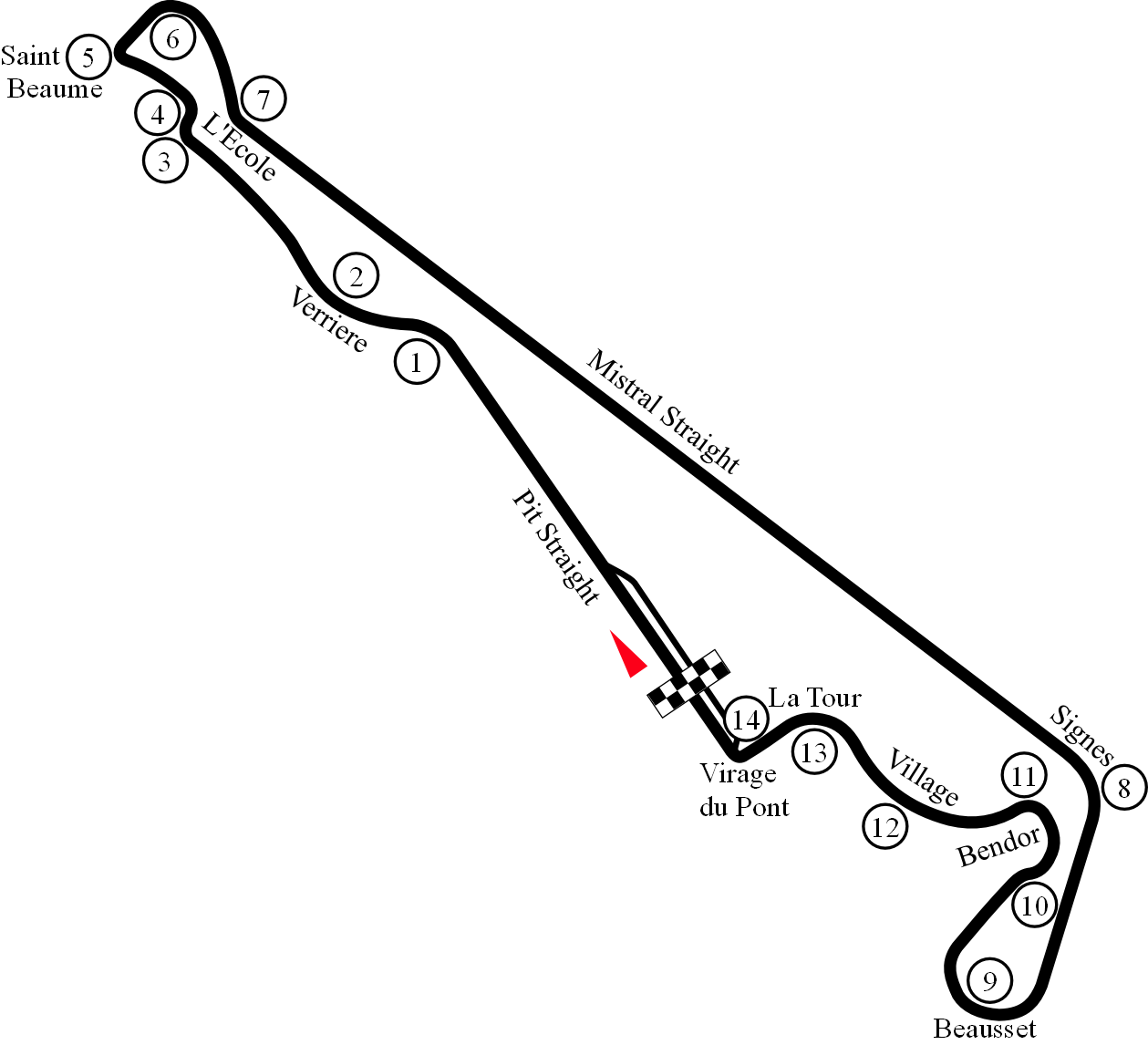
Traçado original GP longo de Paul Ricard usado em 1973, 1975, 1977, 1980–1981, 1984, 1986, 1988
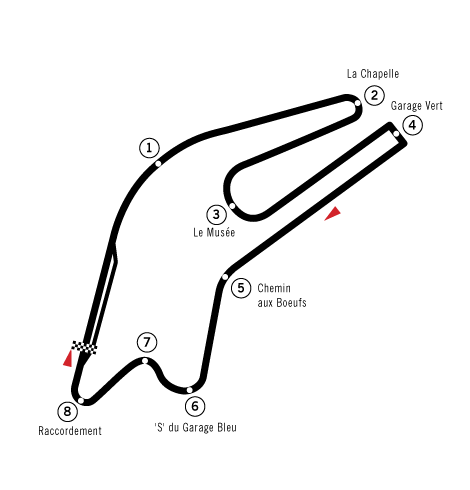
Traçado original de Le Mans Bugatti, usado em 1969–1970, 1976, 1979, 1983, 1985, 1987
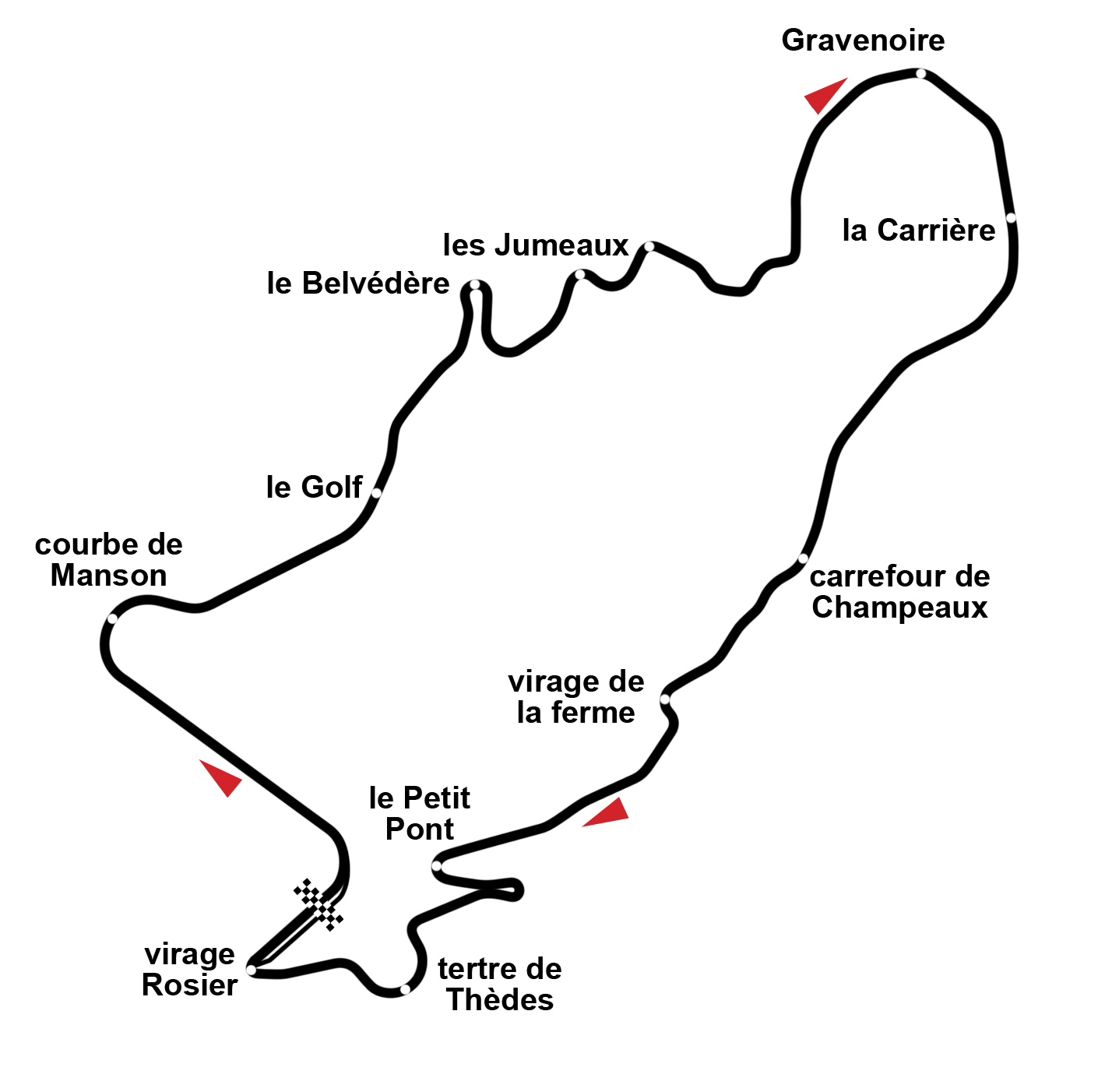
Clermont-Ferrand, usado em 1959–1964, 1966–1967, 1972, 1974
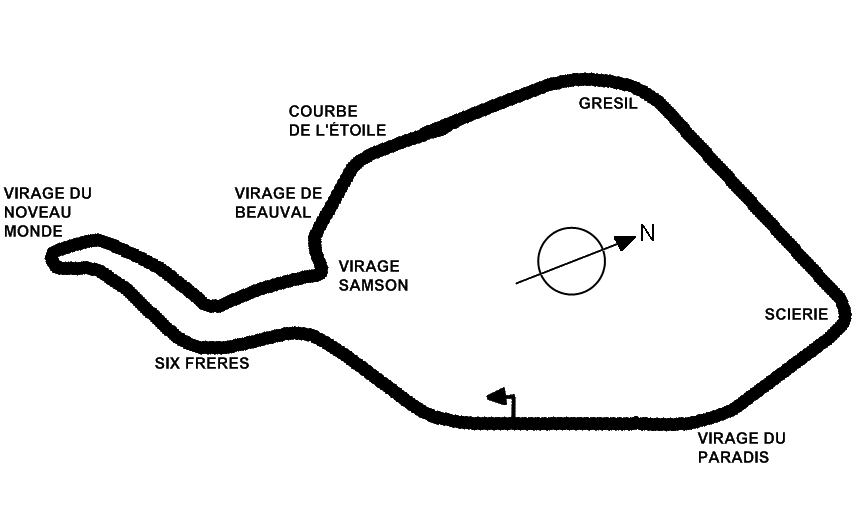
Segundo traçado de Rouen, usado em 1965
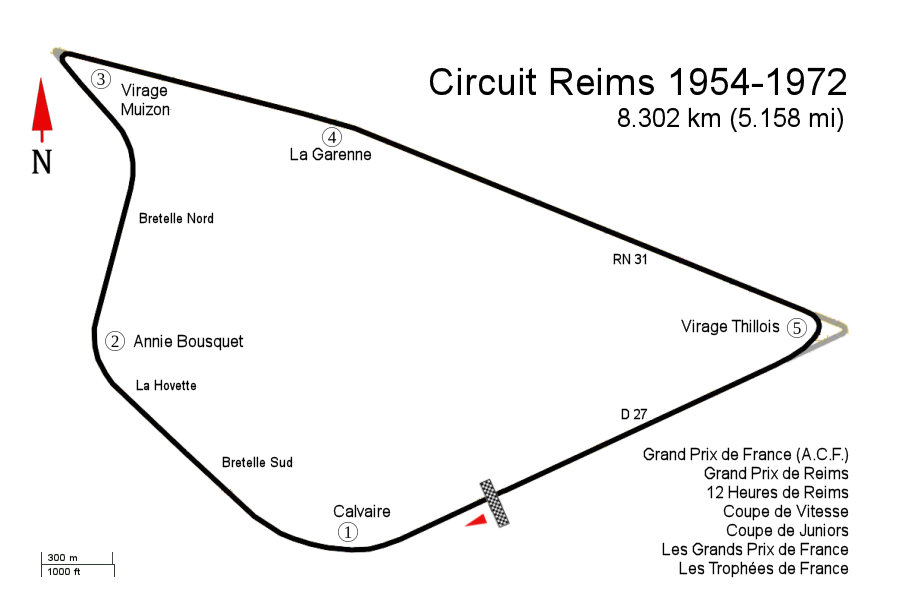
Reims, usado em 1954–1955
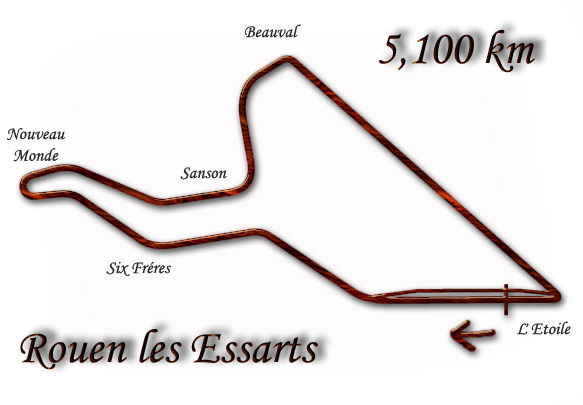
Traçado original de Rouen, usado em 1953
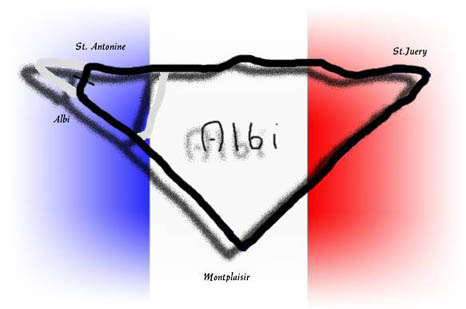
Circuito Les Planques (Albi), usado em 1951

## Vencedores do Grande Prêmio da França
Fundo rosa indica ano em que o Grande Prémio não fez parte do Campeonato do Mundo.
| Ano  | Pista   | MotoE              | MotoE    | Moto3            | Moto3   | Moto2             | Moto2      | MotoGP          | MotoGP |
| Ano  | Pista   | Piloto             | Moto     | Piloto           | Moto    | Piloto            | Moto       | Piloto          | Moto   |
| ---- | ------- | ------------------ | -------- | ---------------- | ------- | ----------------- | ---------- | --------------- | ------ |
| 2024 | Le Mans | Nicholas Spinelli  | Ducati   | David Alonso     | CFMoto  | Sergio García     | Boscoscuro | Jorge Martín    | Ducati |
| 2024 | Le Mans | Nicholas Spinelli  | Ducati   | David Alonso     | CFMoto  | Sergio García     | Boscoscuro | Jorge Martín    | Ducati |
| 2023 | Le Mans | Jordi Torres       | Ducati   | Daniel Holgado   | KTM     | Tony Arbolino     | Kalex      | Marco Bezzecchi | Ducati |
| 2023 | Le Mans | Matteo Ferrari     | Ducati   | Daniel Holgado   | KTM     | Tony Arbolino     | Kalex      | Marco Bezzecchi | Ducati |
| 2022 | Le Mans | Mattia Casadei     | Energica | Jaume Masià      | KTM     | Augusto Fernández | Kalex      | Enea Bastianini | Ducati |
| 2022 | Le Mans | Dominique Aegerter | Energica | Jaume Masià      | KTM     | Augusto Fernández | Kalex      | Enea Bastianini | Ducati |
| 2021 | Le Mans | Eric Granado       | Energica | Sergio García    | Gas Gas | Raúl Fernández    | Kalex      | Jack Miller     | Ducati |
| 2020 | Le Mans | Jordi Torres       | Energica | Celestino Vietti | KTM     | Sam Lowes         | Kalex      | Danilo Petrucci | Ducati |
| 2020 | Le Mans | Niki Tuuli         | Energica | Celestino Vietti | KTM     | Sam Lowes         | Kalex      | Danilo Petrucci | Ducati |

| Ano  | Pista       | Moto3             | Moto3     | Moto2             | Moto2    | MotoGP           | MotoGP | Resumo   |
| Ano  | Pista       | Piloto            | Moto      | Piloto            | Moto     | Piloto           | Moto   | Resumo   |
| ---- | ----------- | ----------------- | --------- | ----------------- | -------- | ---------------- | ------ | -------- |
| 2019 | Le Mans     | John McPhee       | Honda     | Álex Márquez      | Kalex    | Marc Márquez     | Honda  | Detalhes |
| 2018 | Le Mans     | Albert Arenas     | KTM       | Francesco Bagnaia | Kalex    | Marc Márquez     | Honda  | Detalhes |
| 2017 | Le Mans     | Joan Mir          | Honda     | Franco Morbidelli | Kalex    | Maverick Viñales | Yamaha | Detalhes |
| 2016 | Le Mans     | Brad Binder       | KTM       | Álex Rins         | Kalex    | Jorge Lorenzo    | Yamaha | Detalhes |
| 2015 | Le Mans     | Romano Fenati     | KTM       | Thomas Lüthi      | Kalex    | Jorge Lorenzo    | Yamaha | Detalhes |
| 2014 | Le Mans     | Jack Miller       | KTM       | Mika Kallio       | Kalex    | Marc Márquez     | Honda  | Detalhes |
| 2013 | Le Mans     | Maverick Viñales  | KTM       | Scott Redding     | Kalex    | Dani Pedrosa     | Honda  | Detalhes |
| 2012 | Le Mans     | Louis Rossi       | FTR Honda | Thomas Lüthi      | Suter    | Jorge Lorenzo    | Yamaha | Detalhes |
| Ano  | Pista       | 125 cc            | 125 cc    | Moto2             | Moto2    | MotoGP           | MotoGP | Resumo   |
| Ano  | Pista       | Piloto            | Moto      | Piloto            | Moto     | Piloto           | Moto   | Resumo   |
| 2011 | Le Mans     | Maverick Viñales  | Aprilia   | Marc Márquez      | Suter    | Casey Stoner     | Honda  | Detalhes |
| 2010 | Le Mans     | Pol Espargaró     | Derbi     | Toni Elías        | Moriwaki | Jorge Lorenzo    | Yamaha | Detalhes |
| Ano  | Pista       | 125 cc            | 125 cc    | 250 cc            | 250 cc   | MotoGP           | MotoGP | Resumo   |
| Ano  | Pista       | Piloto            | Moto      | Piloto            | Moto     | Piloto           | Moto   | Resumo   |
| 2009 | Le Mans     | Julián Simón      | Aprilia   | Marco Simoncelli  | Gilera   | Jorge Lorenzo    | Yamaha | Detalhes |
| 2008 | Le Mans     | Mike Di Meglio    | Derbi     | Alex Debón        | Aprilia  | Valentino Rossi  | Yamaha | Detalhes |
| 2007 | Le Mans     | Sergio Gadea      | Aprilia   | Jorge Lorenzo     | Aprilia  | Chris Vermeulen  | Suzuki | Detalhes |
| 2006 | Le Mans     | Thomas Lüthi      | Honda     | Yuki Takahashi    | Honda    | Marco Melandri   | Honda  | Detalhes |
| 2005 | Le Mans     | Thomas Lüthi      | Honda     | Daniel Pedrosa    | Honda    | Valentino Rossi  | Yamaha | Detalhes |
| 2004 | Le Mans     | Andrea Dovizioso  | Honda     | Daniel Pedrosa    | Honda    | Sete Gibernau    | Honda  | Detalhes |
| 2003 | Le Mans     | Daniel Pedrosa    | Honda     | Toni Elías        | Aprilia  | Sete Gibernau    | Honda  | Detalhes |
| 2002 | Le Mans     | Lucio Cecchinello | Aprilia   | Fonsi Nieto       | Aprilia  | Valentino Rossi  | Honda  | Detalhes |
| Ano  | Pista       | 125 cc            | 125 cc    | 250 cc            | 250 cc   | 500 cc           | 500 cc | Resumo   |
| Ano  | Pista       | Piloto            | Moto      | Piloto            | Moto     | Piloto           | Moto   | Resumo   |
| 2001 | Le Mans     | Manuel Poggiali   | Gilera    | Daijiro Kato      | Honda    | Max Biaggi       | Yamaha | Detalhes |
| 2000 | Le Mans     | Youichi Ui        | Derbi     | Tohru Ukawa       | Honda    | Àlex Crivillé    | Honda  | Detalhes |
| 1999 | Paul Ricard | Roberto Locatelli | Aprilia   | Tohru Ukawa       | Honda    | Àlex Crivillé    | Honda  | Detalhes |
| 1998 | Paul Ricard | Kazuto Sakata     | Aprilia   | Tetsuya Harada    | Aprilia  | Àlex Crivillé    | Honda  | Detalhes |
| 1997 | Paul Ricard | Valentino Rossi   | Aprilia   | Tetsuya Harada    | Aprilia  | Michael Doohan   | Honda  | Detalhes |
| 1996 | Paul Ricard | Stefano Perugini  | Aprilia   | Max Biaggi        | Aprilia  | Michael Doohan   | Honda  | Detalhes |
| 1995 | Le Mans     | Haruchika Aoki    | Honda     | Ralf Waldmann     | Honda    | Michael Doohan   | Honda  | Detalhes |
| 1994 | Le Mans     | Noboru Ueda       | Honda     | Loris Capirossi   | Honda    | Michael Doohan   | Honda  | Detalhes |
| 1992 | Magny-Cours | Ezio Gianola      | Honda     | Loris Reggiani    | Aprilia  | Wayne Rainey     | Yamaha | Detalhes |
| 1991 | Paul Ricard | Loris Capirossi   | Honda     | Loris Reggiani    | Aprilia  | Wayne Rainey     | Yamaha | Detalhes |
| 1990 | Le Mans     | Hans Spaan        | Honda     | Carlos Cardús     | Honda    | Kevin Schwantz   | Suzuki | Detalhes |
| 1989 | Le Mans     | Jorge Martínez    | Derbi     | Carlos Cardús     | Honda    | Eddie Lawson     | Honda  | Detalhes |
| 1988 | Paul Ricard | Jorge Martínez    | Derbi     | Jacques Cornu     | Honda    | Eddie Lawson     | Yamaha | Detalhes |
| 1987 | Le Mans     | Fausto Gresini    | Garelli   | Reinhold Roth     | Honda    | Randy Mamola     | Yamaha | Detalhes |
| 1986 | Paul Ricard | Luca Cadalora     | Garelli   | Carlos Lavado     | Yamaha   | Eddie Lawson     | Yamaha | Detalhes |

| Ano  | Pista            | 80 cc                | 80 cc             | 125 cc              | 125 cc         | 250 cc               | 250 cc          | 350 cc              | 350 cc            | 500 cc           | 500 cc    |
| Ano  | Pista            | Piloto               | Moto              | Piloto              | Moto           | Piloto               | Moto            | Piloto              | Moto              | Piloto           | Moto      |
| ---- | ---------------- | -------------------- | ----------------- | ------------------- | -------------- | -------------------- | --------------- | ------------------- | ----------------- | ---------------- | --------- |
| 1985 | Le Mans          | Ángel Nieto          | Derbi             | Ezio Gianola        | Garelli        | Freddie Spencer      | Honda           |                     |                   | Freddie Spencer  | Honda     |
| 1984 | Paul Ricard      |                      |                   | Angel Nieto         | Garelli        | Anton Mang           | Yamaha          |                     |                   | Freddie Spencer  | Honda     |
| Ano  | Pista            | 50 cc                | 50 cc             | 125 cc              | 125 cc         | 250 cc               | 250 cc          | 350 cc              | 350 cc            | 500 cc           | 500 cc    |
| Ano  | Pista            | Piloto               | Moto              | Piloto              | Moto           | Piloto               | Moto            | Piloto              | Moto              | Piloto           | Moto      |
| 1983 | Le Mans          | Stefan Dörflinger    | Krauser           | Ricardo Tormo       | Morbidelli MBA | Alan Carter          | Yamaha          |                     |                   | Freddie Spencer  | Honda     |
| 1982 | Nogaro           |                      |                   | Jean-Claude Selini  | Morbidelli MBA | Jean-Louis Tournadre | Yamaha          | Jean-François Baldé | Kawasaki          | Michel Frutschi  | Sanvenero |
| 1981 |                  |                      | Ángel Nieto       | Minarelli           | Anton Mang     | Kawasaki             |                 |                     | Marco Lucchinelli | Suzuki           |           |
| 1980 | Paul Ricard      |                      |                   | Ángel Nieto         | Minarelli      | Kork Ballington      | Kawasaki        | Jon Ekerold         | Yamaha            | Kenny Roberts    | Yamaha    |
| 1979 | Le Mans          | Eugenio Lazzarini    | Kreidler          | Guy Bertin          | Motobécane     | Kork Ballington      | Kawasaki        | Patrick Fernandez   | Yamaha            | Barry Sheene     | Suzuki    |
| 1978 | Nogaro           |                      |                   | Pier Paolo Bianchi  | Minarelli      | Gregg Hansford       | Kawasaki        | Gregg Hansford      | Kawasaki          | Kenny Roberts    | Yamaha    |
| 1977 | Paul Ricard      |                      |                   | Pier Paolo Bianchi  | Morbidelli     | Jon Ekerold          | Yamaha          | Takazumi Katayama   | Yamaha            | Barry Sheene     | Suzuki    |
| 1976 | Le Mans          | Herbert Rittberger   | Kreidler          |                     |                | Walter Villa         | Harley-Davidson | Walter Villa        | Harley-Davidson   | Barry Sheene     | Suzuki    |
| 1975 | Paul Ricard      |                      |                   | Kent Andersson      | Yamaha         | Johnny Cecotto       | Yamaha          | Johnny Cecotto      | Yamaha            | Giacomo Agostini | Yamaha    |
| 1974 | Clermont-Ferrand | Henk van Kessel      | Van Veen Kreidler | Kent Andersson      | Yamaha         |                      |                 | Giacomo Agostini    | Yamaha            | Phil Read        | MV Agusta |
| 1973 | Paul Ricard      |                      |                   | Kent Andersson      | Yamaha         | Jarno Saarinen       | Yamaha          | Giacomo Agostini    | MV Agusta         | Jarno Saarinen   | Yamaha    |
| 1972 | Clermont-Ferrand |                      |                   | Gilberto Parlotti   | Morbidelli     | Phil Read            | Yamaha          | Giacomo Agostini    | MV Agusta         | Giacomo Agostini | MV Agusta |
| 1970 | Le Mans          | Ángel Nieto          | Derbi             | Dieter Braun        | Suzuki         | Rodney Gould         | Yamaha          |                     |                   | Giacomo Agostini | MV Agusta |
| 1969 | Le Mans          | Aalt Toersen         | Kreidler          | Jean Auréal         | Yamaha         | Santiago Herrero     | Ossa            |                     |                   | Giacomo Agostini | MV Agusta |
| 1967 | Clermont-Ferrand | Yoshimi Katayama     | Suzuki            | Bill Ivy            | Yamaha         | Bill Ivy             | Yamaha          |                     |                   |                  |           |
| 1966 | Clermont-Ferrand |                      |                   |                     |                | Mike Hailwood        | Honda           | Mike Hailwood       | Honda             |                  |           |
| 1965 | Rouen            | Ralph Bryans         | Honda             | Hugh Anderson       | Suzuki         | Phil Read            | Yamaha          |                     |                   |                  |           |
| 1964 | Clermont-Ferrand | Hugh Anderson        | Suzuki            | Luigi Taveri        | Honda          | Phil Read            | Yamaha          |                     |                   |                  |           |
| 1963 | Clermont-Ferrand | Hans-Georg Anscheidt | Kreidler          | Hugh Anderson       | Suzuki         |                      |                 |                     |                   |                  |           |
| 1962 | Clermont-Ferrand | Jan Huberts          | Kreidler          | Kunimitsu Takahashi | Honda          | Jim Redman           | Honda           |                     |                   |                  |           |
| 1961 | Clermont-Ferrand |                      |                   | Tom Phillis         | Honda          | Tom Phillis          | Honda           |                     |                   | Gary Hocking     | MV Agusta |
| 1960 | Clermont-Ferrand |                      |                   |                     |                |                      |                 | Gary Hocking        | MV Agusta         | John Surtees     | MV Agusta |
| 1959 | Clermont-Ferrand |                      |                   |                     |                |                      |                 | John Surtees        | MV Agusta         | John Surtees     | MV Agusta |
| 1958 | Pau              |                      |                   |                     |                |                      |                 | Jacques Collot      |                   | Jacques Collot   |           |
| 1955 | Reims            |                      |                   | Carlo Ubbiali       | MV Agusta      |                      |                 | Duilio Agostini     | Moto Guzzi        | Geoff Duke       | Gilera    |
| 1954 | Reims            |                      |                   |                     |                | Werner Haas          | NSU             | Pierre Monneret     | AJS               | Pierre Monneret  | Gilera    |
| 1953 | Rouen            |                      |                   |                     |                |                      |                 | Fergus Anderson     | Moto Guzzi        | Geoff Duke       | Gilera    |

| Ano  | Pista         | 175 cc           | 250 cc              | 350 cc             | 500 cc           |
| ---- | ------------- | ---------------- | ------------------- | ------------------ | ---------------- |
| 1952 | Albi          | Georges Burgraff | Fergus Anderson     | Jack Brett         | Jack Brett       |
| 1951 | Albi          |                  | Bruno Ruffo         | Geoff Duke         | Alfredo Milani   |
| 1949 | Saint-Gaudens |                  | Fergus Anderson     | David Whitworth    | Leslie Graham    |
| 1939 | Reims         |                  | Ewald Kluge         | Heiner Fleischmann | John White       |
| 1938 | Reims         |                  | Ewald Kluge         | Roger Loyer        | Georges Cordey   |
| 1937 | Montlhéry     | "Dickwell"       | Roger Loyer         | Ted Mellors        | Ted Mellors      |
| 1936 | Saint-Gaudens | Henry Nougier    | Georges Monneret    | Ted Mellors        | Ragnar Sunnqvist |
| 1935 | Montlhéry     | Jean Térigi      | Ove Lambert-Meuller | Carl Bagenholm     | René Milhoux     |
| 1933 | Dieppe        | Eric Fernihough  | Charlie Manders     | Jimmie Simpson     | Tim Hunt         |
| 1932 | Reims         | Eric Fernihough  | Leo Davenport       | Jimmie Simpson     | Stanley Woods    |
| 1931 | Montlhéry     | Eric Fernihough  | Graham Walker       | Ernie Nott         | Tim Hunt         |
| 1930 | Pau           | Eric Fernihough  | Ted Mellors         | Freddie Hicks      | Stanley Woods    |
| 1929 | Le Mans       | Albert Sourdot   | Syd Crabtree        | Freddie Hicks      | Charlie Dodson   |
| 1928 | Bordéus       | Marcel Jolly     | Syd Crabtree        |                    | Stanley Woods    |
| 1927 | Saint-Gaudens | Albert Sourdot   | Syd Crabtree        | Frank Longman      | Joe Craig        |
| 1926 | Estrasburgo   | Lucien Lemasson  | Syd Crabtree        | Jean Roland        | Alec Bennett     |
| 1925 | Montlhéry     | Albert Sourdot   | Jean Roland         | J. Stevens         | Jimmie Simpson   |
| 1924 | Lyon          | Albert Sourdot   | Paul Meunier        | Frank Longman      | Alec Bennett     |
| 1923 | Tours         |                  | Geoff Davison       | Frank Longman      | Jim Whalley      |
| 1922 | Strasbourg    |                  | Geoff Davison       | Erminio Visioli    | Alec Bennett     |
| 1921 | Le Mans       |                  | "Vernisse"          | Paul Meunier       | Alec Bennett     |
| 1920 | Le Mans       |                  | Marcel Mourier      | Kenelm Bartlett    | Georges Jolly    |

### Pilotos com mais vitórias
*Apenas contabilizadas edições que fizeram parte do mundial
| # Vit | Piloto             | vitórias  | vitórias                       |
| # Vit | Piloto             | Categoria | Anos                           |
| ----- | ------------------ | --------- | ------------------------------ |
| 7     | Giacomo Agostini   | 500 cc    | 1969, 1970, 1972, 1975         |
| 7     | Giacomo Agostini   | 350 cc    | 1972, 1973, 1974               |
| 6     | Jorge Lorenzo      | MotoGP    | 2009, 2010, 2012, 2015, 2016   |
| 6     | Jorge Lorenzo      | 250 cc    | 2007                           |
| 5     | Ángel Nieto        | 125 cc    | 1980, 1981, 1984               |
| 5     | Ángel Nieto        | 80 cc     | 1985                           |
| 5     | Ángel Nieto        | 50 cc     | 1970                           |
| 4     | Phil Read          | 500 cc    | 1974                           |
| 4     | Phil Read          | 250 cc    | 1964, 1965, 1972               |
| 4     | Freddie Spencer    | 500 cc    | 1983, 1984, 1985               |
| 4     | Freddie Spencer    | 250 cc    | 1985                           |
| 4     | Mick Doohan        | 500 cc    | 1994, 1995, 1996, 1997         |
| 4     | Valentino Rossi    | MotoGP    | 2002, 2005, 2008               |
| 4     | Valentino Rossi    | 125 cc    | 1997                           |
| 4     | Dani Pedrosa       | MotoGP    | 2013                           |
| 4     | Dani Pedrosa       | 250 cc    | 2004, 2005                     |
| 4     | Dani Pedrosa       | 125 cc    | 2003                           |
| 4     | Thomas Lüthi       | Moto2     | 2012, 2015                     |
| 4     | Thomas Lüthi       | 125 cc    | 2005, 2006                     |
| 4     | Marc Márquez       | MotoGP    | 2014, 2018, 2019               |
| 4     | Marc Márquez       | Moto2     | 2011                           |
| 3     | Geoff Duke         | 500 cc    | 1953, 1955                     |
| 3     | Geoff Duke         | 350 cc    | 1951                           |
| 3     | John Surtees       | 500 cc    | 1959, 1960                     |
| 3     | John Surtees       | 350 cc    | 1959                           |
| 3     | Hugh Anderson      | 125 cc    | 1963, 1965                     |
| 3     | Hugh Anderson      | 50 cc     | 1964                           |
| 3     | Kent Andersson     | 125 cc    | 1973, 1974, 1975               |
| 3     | Barry Sheene       | 500 cc    | 1976, 1977, 1979               |
| 3     | Eddie Lawson       | 500 cc    | 1986, 1988, 1989               |
| 3     | Àlex Crivillé      | 500 cc    | 1998, 1999, 2000               |
| 3     | Maverick Viñales   | MotoGP    | 2017                           |
| 3     | Maverick Viñales   | Moto3     | 2013                           |
| 3     | Maverick Viñales   | 125 cc    | 2011                           |
| 2     | Pierre Monneret    | 500 cc    | 1954                           |
| 2     | Pierre Monneret    | 350 cc    | 1954                           |
| 2     | Gary Hocking       | 500 cc    | 1961                           |
| 2     | Gary Hocking       | 350 cc    | 1960                           |
| 2     | Tom Phillis        | 250 cc    | 1961                           |
| 2     | Tom Phillis        | 125 cc    | 1961                           |
| 2     | Mike Hailwood      | 350 cc    | 1966                           |
| 2     | Mike Hailwood      | 250 cc    | 1966                           |
| 2     | Bill Ivy           | 250 cc    | 1967                           |
| 2     | Bill Ivy           | 125 cc    | 1967                           |
| 2     | Jarno Saarinen     | 500 cc    | 1973                           |
| 2     | Jarno Saarinen     | 250 cc    | 1973                           |
| 2     | Johnny Cecotto     | 350 cc    | 1975                           |
| 2     | Johnny Cecotto     | 250 cc    | 1975                           |
| 2     | Walter Villa       | 350 cc    | 1976                           |
| 2     | Walter Villa       | 250 cc    | 1976                           |
| 2     | Gregg Hansford     | 350 cc    | 1978                           |
| 2     | Gregg Hansford     | 250 cc    | 1978                           |
| 2     | Pier Paolo Bianchi | 125 cc    | 1977, 1978                     |
| 2     | Jon Ekerold        | 350 cc    | 1980                           |
| 2     | Jon Ekerold        | 250 cc    | 1977                           |
| 2     | Kenny Roberts      | 500 cc    | 1978, 1980                     |
| 2     | Kork Ballington    | 250 cc    | 1979, 1980                     |
| 2     | Anton Mang         | 250 cc    | 1981, 1984                     |
| 2     | Jorge Martínez     | 125 cc    | 1988, 1989                     |
| 2     | Carlos Cardús      | 250 cc    | 1989, 1990                     |
| 2     | Ezio Gianola       | 125 cc    | 1985, 1992                     |
| 2     | Loris Reggiani     | 250 cc    | 1991, 1992                     |
| 2     | Wayne Rainey       | 500 cc    | 1991, 1992                     |
| 2     | Loris Capirossi    | 250 cc    | 1994                           |
| 2     | Loris Capirossi    | 125 cc    | 1991                           |
| 2     | Tetsuya Harada     | 250 cc    | 1997, 1998                     |
| 2     | Tohru Ukawa        | 250 cc    | 1999, 2000                     |
| 2     | Max Biaggi         | 500 cc    | 2001                           |
| 2     | Max Biaggi         | 250 cc    | 1996                           |
| 2     | Sete Gibernau      | MotoGP    | 2003, 2004                     |
| 2     | Toni Elías         | Moto2     | 2010                           |
| 2     | Toni Elías         | 250 cc    | 2003                           |
| 2     | Jack Miller        | Moto3     | 2014                           |
| 2     | Jack Miller        | MotoGP    | 2021                           |
| 2     | Nicholas Spinelli  | MotoE     | 2024 Corrida 1, 2024 Corrida 2 |

### Construtores com mais vitórias
*Apenas contabilizadas edições que fizeram parte do mundial
| # Vit | Construtor      | Vitórias  | Vitórias                                                                                       |
| # Vit | Construtor      | Categoria | Anos                                                                                           |
| ----- | --------------- | --------- | ---------------------------------------------------------------------------------------------- |
| 52    | Honda           | MotoGP    | 2002, 2003, 2004, 2006, 2011, 2013, 2014, 2018, 2019                                           |
| 52    | Honda           | 500cc     | 1983, 1984, 1985, 1989, 1994, 1995, 1996, 1997, 1998, 1999, 2000                               |
| 52    | Honda           | 350cc     | 1966                                                                                           |
| 52    | Honda           | 250cc     | 1961, 1962, 1966, 1985, 1987, 1988, 1989, 1990, 1994, 1995, 1999, 2000, 2001, 2004, 2005, 2006 |
| 52    | Honda           | Moto3     | 2017, 2019                                                                                     |
| 52    | Honda           | 125cc     | 1961, 1962, 1964, 1990, 1991, 1992, 1994, 1995, 2003, 2004, 2005, 2006                         |
| 52    | Honda           | 50cc      | 1965                                                                                           |
| 40    | Yamaha          | MotoGP    | 2005, 2008, 2009, 2010, 2012, 2015, 2016, 2017                                                 |
| 40    | Yamaha          | 500cc     | 1973, 1975, 1978, 1980, 1986, 1987, 1988, 1991, 1992, 2001                                     |
| 40    | Yamaha          | 350cc     | 1974, 1975, 1977, 1979, 1980                                                                   |
| 40    | Yamaha          | 250cc     | 1964, 1965, 1967, 1970, 1972, 1973, 1975, 1977, 1982, 1983, 1984, 1986                         |
| 40    | Yamaha          | 125cc     | 1967, 1969, 1973, 1974, 1975                                                                   |
| 17    | Aprilia         | 250cc     | 1991, 1992, 1996, 1997, 1998, 2002, 2003, 2007, 2008                                           |
| 17    | Aprilia         | 125cc     | 1996, 1997, 1998, 1999, 2002, 2007, 2009, 2011                                                 |
| 12    | MV Agusta       | 500cc     | 1959, 1960, 1961, 1969, 1970, 1972, 1974                                                       |
| 12    | MV Agusta       | 350cc     | 1959, 1960, 1972, 1973                                                                         |
| 12    | MV Agusta       | 125cc     | 1955                                                                                           |
| 11    | Suzuki          | 500cc     | 1976, 1977, 1979, 1981, 1990, 2007                                                             |
| 11    | Suzuki          | 125cc     | 1963, 1965, 1970                                                                               |
| 11    | Suzuki          | 50cc      | 1964, 1967                                                                                     |
| 11    | Kalex           | Moto2     | 2013, 2014, 2015, 2016, 2017, 2018, 2019, 2020, 2021, 2022, 2023                               |
| 9     | Ducati          | MotoGP    | 2020, 2021, 2022, 2023, 2024                                                                   |
| 9     | Ducati          | MotoE     | 2023 Corrida 1, 2023 Corrida 2, 2024 Corrida 1, 2024 Corrida 2                                 |
| 8     | KTM             | Moto3     | 2013, 2014, 2015, 2016, 2018, 2020, 2022, 2023                                                 |
| 7     | Derbi           | 125cc     | 1988, 1989, 2000, 2008, 2010                                                                   |
| 7     | Derbi           | 80cc      | 1985                                                                                           |
| 7     | Derbi           | 50cc      | 1970                                                                                           |
| 6     | Kawasaki        | 350cc     | 1978, 1982                                                                                     |
| 6     | Kawasaki        | 250cc     | 1978, 1979, 1980, 1981                                                                         |
| 6     | Gilera          | 500cc     | 1951, 1953, 1954, 1955                                                                         |
| 6     | Gilera          | 250cc     | 2009                                                                                           |
| 6     | Gilera          | 125cc     | 2001                                                                                           |
| 5     | Kreidler        | 50cc      | 1962, 1963, 1969, 1976, 1979                                                                   |
| 4     | Morbidelli      | 125cc     | 1972, 1977, 1982, 1983                                                                         |
| 4     | Garelli         | 125cc     | 1984, 1985, 1986, 1987                                                                         |
| 3     | Moto Guzzi      | 350cc     | 1953, 1955                                                                                     |
| 3     | Moto Guzzi      | 250cc     | 1951                                                                                           |
| 3     | Minarelli       | 125cc     | 1978, 1980, 1981                                                                               |
| 2     | Harley-Davidson | 350cc     | 1976                                                                                           |
| 2     | Harley-Davidson | 250cc     | 1976                                                                                           |
| 2     | Suter           | Moto2     | 2011, 2012                                                                                     |